# Pittsford (villaggio di New York)
Pittsford è un villaggio degli Stati Uniti d'America, situato nello stato di New York, nella città omonima della contea di Monroe.

## Geografia
Il centro, distante 11 km da Rochester di cui la città di Pittsford è un sobborgo, è attraversato dal Canale Erie.

## Storia
Si tratta del più antico villaggio incorporato della contea di Monroe. In questo luogo vennero attratti i primi colonizzatori europei a causa della presenza di uno stagno alimentato da una sorgente sotterranea. Israel Stone fondò il villaggio (che in origine si chiamava Northfield) nel 1789 costruendo il primo edificio, ovvero una casa di legno.
Il paese era situato più a sud dell’attuale, dove gli abitanti si spostarono con la realizzazione dell’autostrada NYS Route 31. Cambiò denominazione nel 1812 in onore del luogo di nascita del colonnello Caleb Hopkins.
Pittsford prosperò grazie ai commerci e crebbe ancor più rapidamente dopo l’apertura del canale Erie. Fu incorporato come villaggio il 4 luglio 1827. A metà del secolo, però, subentrò un declino dovuto anche al fatto che molti edifici originari erano sopravvissuti. Dal 1870 circa riprese a crescere e divenne sede di tenute di campagna appartenenti a famiglie di Rochester, città della quale nel tempo divenne sobborgo.
Negli anni ‘50 del Novecento l’ulteriore crescita della popolazione intorno al villaggio, con conseguente aumento del traffico e demolizione di molti edifici storici, cominciò a preoccupare i locali. Nei successivi decenni, perciò, diverse personalità si adoperarono per preservare l’antico tessuto urbano, ad esempio il lungocanale sull’Erie, per il quale oggi il villaggio desta ammirazione.

## Società

### Evoluzione demografica
| 1870 | 1880 | 1890 | 1900  | 1910  | 1920  | 1930  | 1940  | 1950  | 1960  | 1970  | 1980  | 1990  | 2000  | 2010  |
| ---- | ---- | ---- | ----- | ----- | ----- | ----- | ----- | ----- | ----- | ----- | ----- | ----- | ----- | ----- |
| 505  | 756  | 852  | 1 000 | 1 205 | 1 328 | 1 460 | 1 544 | 1 668 | 1 749 | 1 755 | 1 568 | 1 488 | 1 418 | 1 355 |